# 김현승
김현승(金顯承, 1913년 4월 4일 ~ 1975년 4월 11일)은 대한민국의 시인이다.
본관은 김해(金海)이고, 호(號)는 다형(茶兄)이다. 독실한 개신교 장로회 신자로서 기독교 정신과 인간주의를 바탕으로 하는 내용을 시로 형상화하여 독특한 시세계를 이루었다.

## 생애
개신교 장로회 목사인 아버지 김창국(金昶國)과 어머니 양응도(梁應道) 사모 사이에서 차남으로 태어났다. 평안남도 평양 출생이며 평안남도 대동과 제주도 북제주와 전라남도 광주에서 성장하였다.(출생지는 평안남도 평양이며, 일곱 살 때부터 전라남도 광주에서 자랐다.) 숭실전문학교를 중퇴하였다. 1934년 무렵부터 시작을 계속하다가 해방 직전부터 침묵을 지켰고, 6·25전쟁 직후부터 다시 시작 활동을 전개하였다. 광주숭일중학교 교감, 조선대·숭전대 교수, 한국문인협회 부이사장을 역임하였다. 감각적 언어망을 통한 참신한 서정으로 생의 예지를 추구한 시를 썼다. 제1회 전남문화상을 수상했다. 작품집 《김현승 시초》, 시로는 〈견고한 고독〉, 〈옹호자의 노래〉, 〈절대 고독〉, 〈눈물〉 등이 있다.
1975년 4월 11일, 고혈압으로 인하여 향년 63세로 사망하였다.

## 가족 관계
- 조부 김제원(金濟元, ? ~ 1884년 이후)
- 조모 진주 강씨(? ~ 1897년 이후)
  - 부친 김창국(金昶國, 1884년 1월 28일 ~ 1950년)
  - 모친 양응도(梁應道)
    - 4남 2녀 중 차남

## 학력
- 전라남도 광주소학교 수료
- 전라남도 북제주 하도보통학교 졸업
- 전라남도 광주 숭일고등보통학교 수료
- 평안남도 평양 숭실고등보통학교 졸업
- 평안남도 평양 숭실전문학교 중퇴

### 명예 박사 학위
- 숭전대학교 명예 문학박사